# Kobus
Kobus és un gènere que conté sis espècies d'antílops africans, totes associades a aiguamolls, planes d'inundació o altres zones herboses a prop de l'aigua. Presenten dimorfisme sexual, car les femelles són més petites i manquen de les banyes que tenen els mascles.

## Taxonomia
- Gènere Kobus[1][2]
  - Cob d'Upemba (Kobus anselli)
  - Antílop aquàtic (Kobus ellipsiprymnus)
  - Cob (Kobus kob)
  - Cob lichi (Kobus leche)
  - Cob del Nil (Kobus megaceros)
  - Pucu (Kobus vardonii)